# Пиетра, Минервину
Минерви́ну Жозе́ Ло́пеш Пие́тра (порт. Minervino José Lopes Pietra; 1 марта 1954, Лиссабон — 7 марта 2024) — португальский футболист и тренер, известен по выступлениям за «Бенфику».

## Биография

### Игровая карьера
Пиетра начинал карьеру в клубе «Белененсеш», за который он отыграл 5 сезонов. В 1976 году он перешёл в «Бенфику», в которой играл следующие 11 сезонов, став одним из ключевых защитников клуба. В составе «орлов» он 4 раза выиграл чемпионат Португалии, 5 Кубков и 2 Суперкубка Португалии. Пиетра играл в финале Кубка УЕФА 1983 года, в котором «Бенфика» проиграла «Андерлехту» по сумме двух матчей. Пьетра завершил карьеру в составе «Бенфики» в возрасте 32 лет.
За сборную Португалии сыграл 28 матчей и забил 1 гол.

### Тренерская карьера
Пиетра работал главным тренером и ассистентом в ряде португальских команд, в том числе и в «Бенфике», в которой работал ассистентом главного тренера с 2009 по 2022 год.

### Смерть
Скончался 7 марта 2024 года в возрасте 70 лет, через 6 дней после своего дня рождения.

## Достижения
«Бенфика»
- Чемпион Португалии (4) : 1976/77, 1980/81, 1982/83, 1983/84
- Обладатель Кубка Португалии (5) : 1979/1980, 1980/1981, 1982/1983, 1984/1985, 1985/1986
- Обладатель  Суперкубка Португалии (2) :1980, 1985